# Undla
Undla – wieś w Estonii, w prowincji Virumaa Zachodnia, w gminie Kadrina.